# Méthodologie
Pour les articles homonymes, voir Méthode.
 (septembre 2016).
Améliorez-le ou discutez des points à vérifier. 
 (septembre 2015).
Si vous disposez d'ouvrages ou d'articles de référence ou si vous connaissez des sites web de qualité traitant du thème abordé ici, merci de compléter l'article en donnant les références utiles à sa vérifiabilité et en les liant à la section « Notes et références ».
 (avril 2019).
Sa qualité peut être largement améliorée en utilisant un vocabulaire plus directement compréhensible.
La méthodologie est l'étude de l'ensemble des méthodes scientifiques. Elle peut être considérée comme la science de la méthode, ou « méthode des méthodes » (comme il y a une métalinguistique ou linguistique des linguistiques et une métamathématique ou mathématique des mathématiques).
Alors, la méthodologie est une classe de méthodes, une sorte de boîte à outils où chaque outil est une méthode de la même catégorie, comme il y a une méthodologie analytique du déterminisme causal et une méthodologie systémique finaliste de la téléologie.
Lorsque l'on travaille sur un domaine, on peut établir une suite de questions à se poser, de personnes à aller voir et à interroger, d'informations à collecter, d'opérations à effectuer, en vue de faire des choix. Cela permet de mener de manière plus efficace une étude ou la résolution d'un problème. La méthodologie est cette systématisation de l'étude, indépendamment du thème à étudier lui-même.
Les méthodologies ont subi des évolutions très importantes au cours des âges, en particulier en philosophie et dans les sciences. Elles dépendent beaucoup des périodes de l'Histoire, mais encore des civilisations : en Asie, on parle par exemple de logique floue.

## Distinction entre méthodologie et méthode
Il n'existe pas une méthode unique pour étudier un thème. Selon la complexité du thème et les compétences de la personne chargée de l'étude, la méthode peut être :
- un ensemble de processus permettant de simplifier une tâche ;
- un « pense-bête » d'actions à ne pas oublier ;
- un ensemble d'outils à utiliser ;
- une démarche systématique, qui permet de décomposer le thème d'étude en tâches simples, et de faciliter la comparaison de l'étude avec d'autres études similaires ;
- une procédure à appliquer pas à pas, éventuellement avec une liste de contrôle (check list) dont on coche les étapes à chaque fois qu'elles sont finies ; le dernier avatar de cette méthode sont les procédures automatisées informatiques de type script (pas d'interaction de l'utilisateur) ou les assistants (l'utilisateur a des choix à faire, des actions à mener, et valide les étapes).

Cette dernière manière de faire permet de s'affranchir en grande partie du facteur humain (fatigue, inattention). Poussée à l'extrême, elle permet de faire effectuer une tâche à une personne sans que celle-ci comprenne ce qu'elle fait, et donc de disposer de plus de personnes capables d'agir, ou d'employer une personne sous-qualifiée à moindre coût. Mais elle peut avoir des effets pervers, notamment en supprimant la notion de responsabilité de la part de l'acteur, et en diminuant sa capacité de questionnement (donc de détection d'un problème) et d'initiative. Par ailleurs, faire respecter une procédure a une personne qui ne la comprend pas nécessite que tous les cas de figure, tous les événements, aient été anticipés et qu'une réaction soit prévue par la procédure : cette exigence de perfection n'est atteignable que dans des situations particulières ou l'environnement est suffisamment contrôlé.
Une méthode est souvent un savoir-faire développé par une personne ou une équipe travaillant dans un domaine. Une méthodologie est donc également une forme de capitalisation de l'expérience.
Pour pouvoir les différencier, on peut dire qu'une méthodologie est la science des méthodes.

## Méthodologie en sciences et philosophie

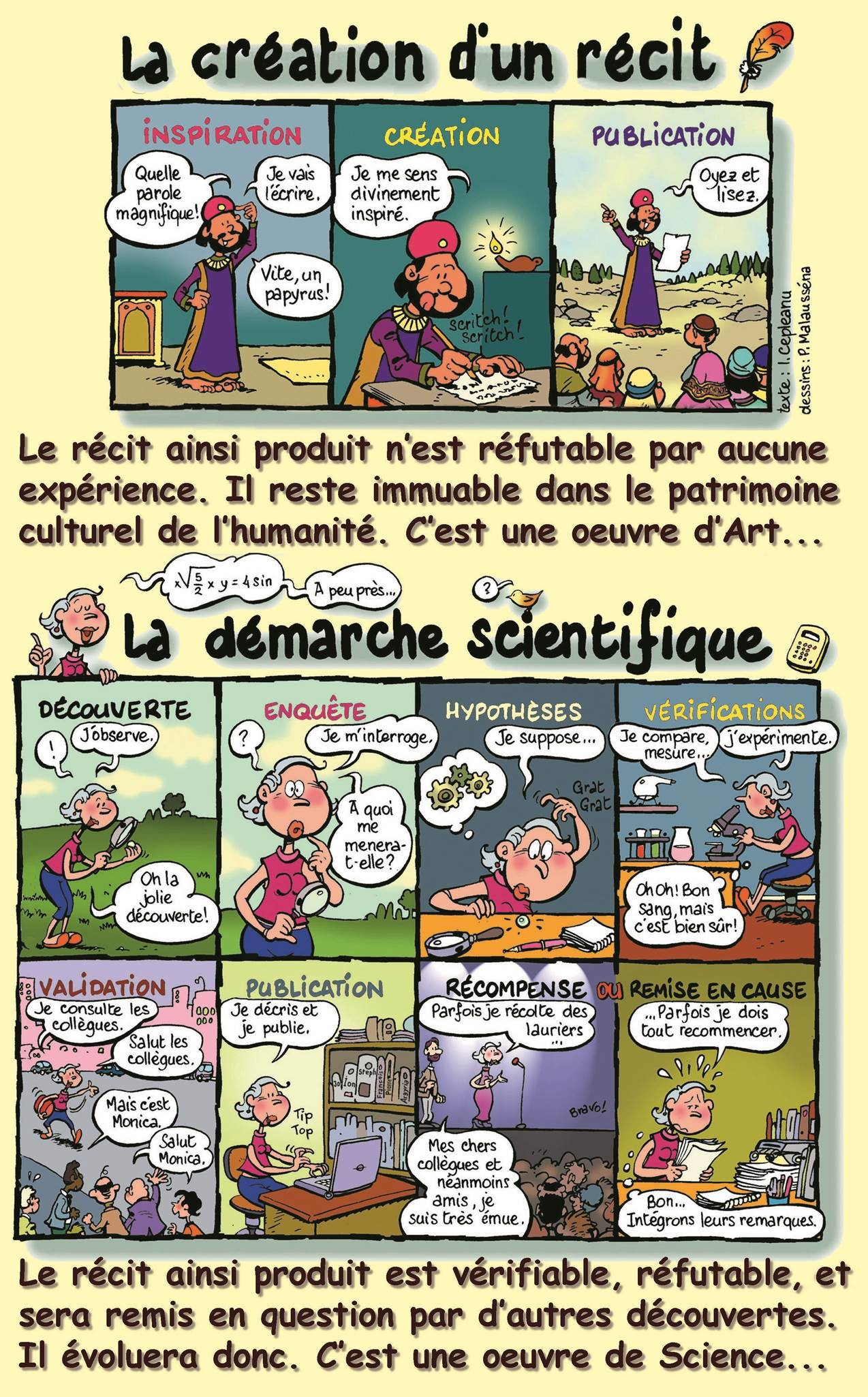
Bande dessinée pédagogique libre de droits pour la jeunesse, illustrant la différence méthodologique entre la création d'un récit et la démarche scientifique.

Les méthodologies qui se définissent en général comme l'étude des méthodes scientifiques dépendent aussi beaucoup plus des domaines de la science :
- en sciences humaines il y a deux grands courants qui ne s'opposent pas systématiquement : les méthodes qualitatives et les méthodes quantitatives.

Par exemple, en médecine d'urgence, le Dr Dontigny avait énoncé que « La façon de gagner du temps, ce n'est pas d'accélérer, mais d'être systématique. »
En mathématiques, on pourra définir une suite d'étapes à réaliser pour étudier une fonction, voir l'article Étude de fonction.
En psychanalyse, la non méthodologie sera différente selon que le thérapeute se réfère à telle ou telle école (Freud, Jung, Lacan…).
En histoire, la méthodologie vise à établir les faits dans leur vérité.